# 赫米利尼克
赫米利尼克（烏克蘭語：Хмільник，羅馬化：Khmilnyk，發音：[xm⁽ʲ⁾ilʲˈnɪk]），又按俄语名译为赫梅利尼克，是乌克兰文尼察州赫米利尼克區赫米利尼克市镇内的城市，为该区及该市镇的行政中心（该市在2020年7月18日前为该州的州辖市，并不在该区的管辖范围内）。該市位於南布格河畔，距離州府文尼察67公里，面積20.5平方公里，海拔高度250米，2022年人口数量为26,916人。

## 友好城市
- 波蘭 布斯科茲德魯伊
- 波蘭 克雷尼察-茲德魯伊
- 波蘭 什恰夫尼察
- 乌克兰 米爾霍羅德
- 乌克兰 別爾江斯克（俄罗斯实际控制）

## 图集

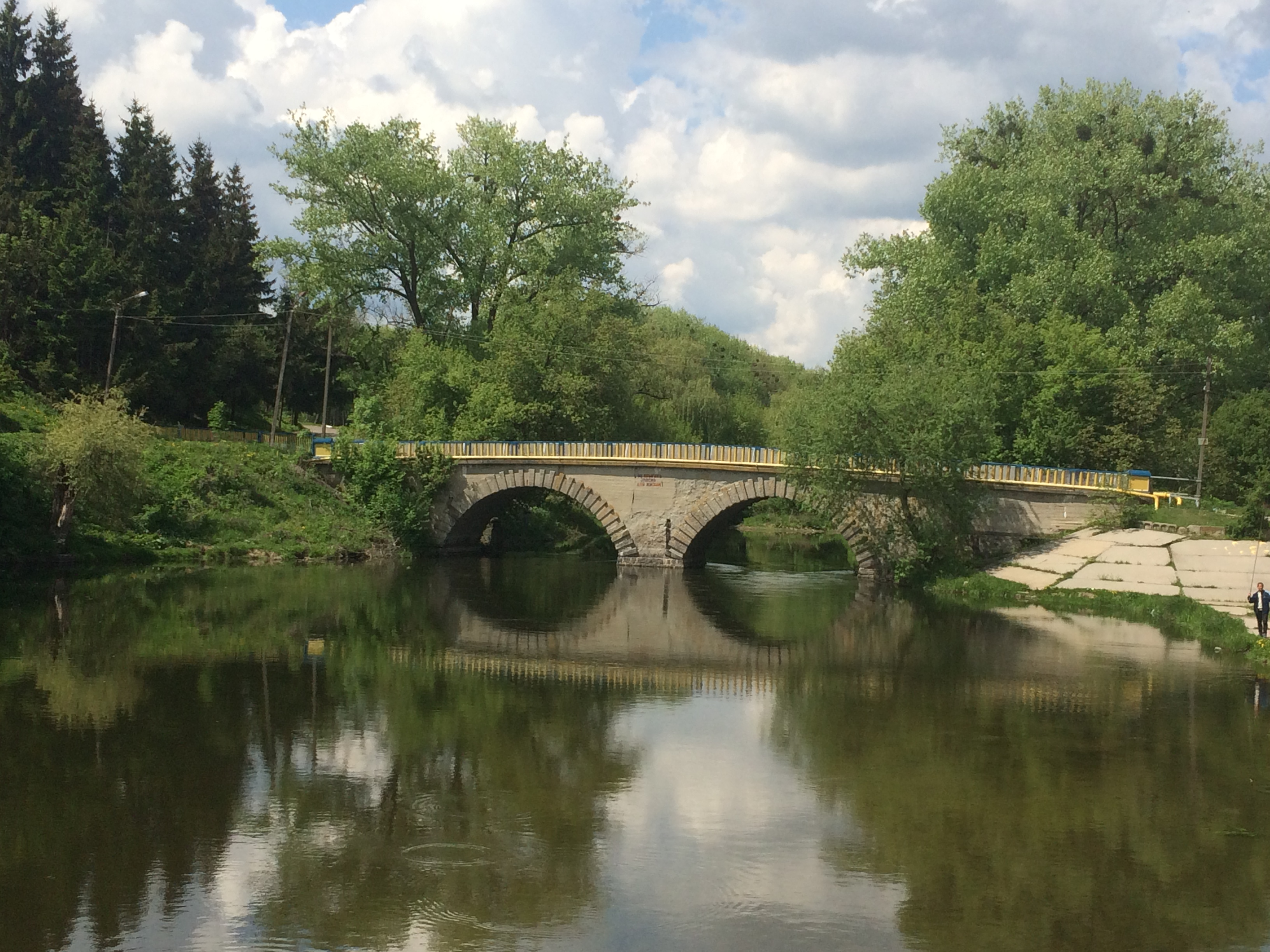
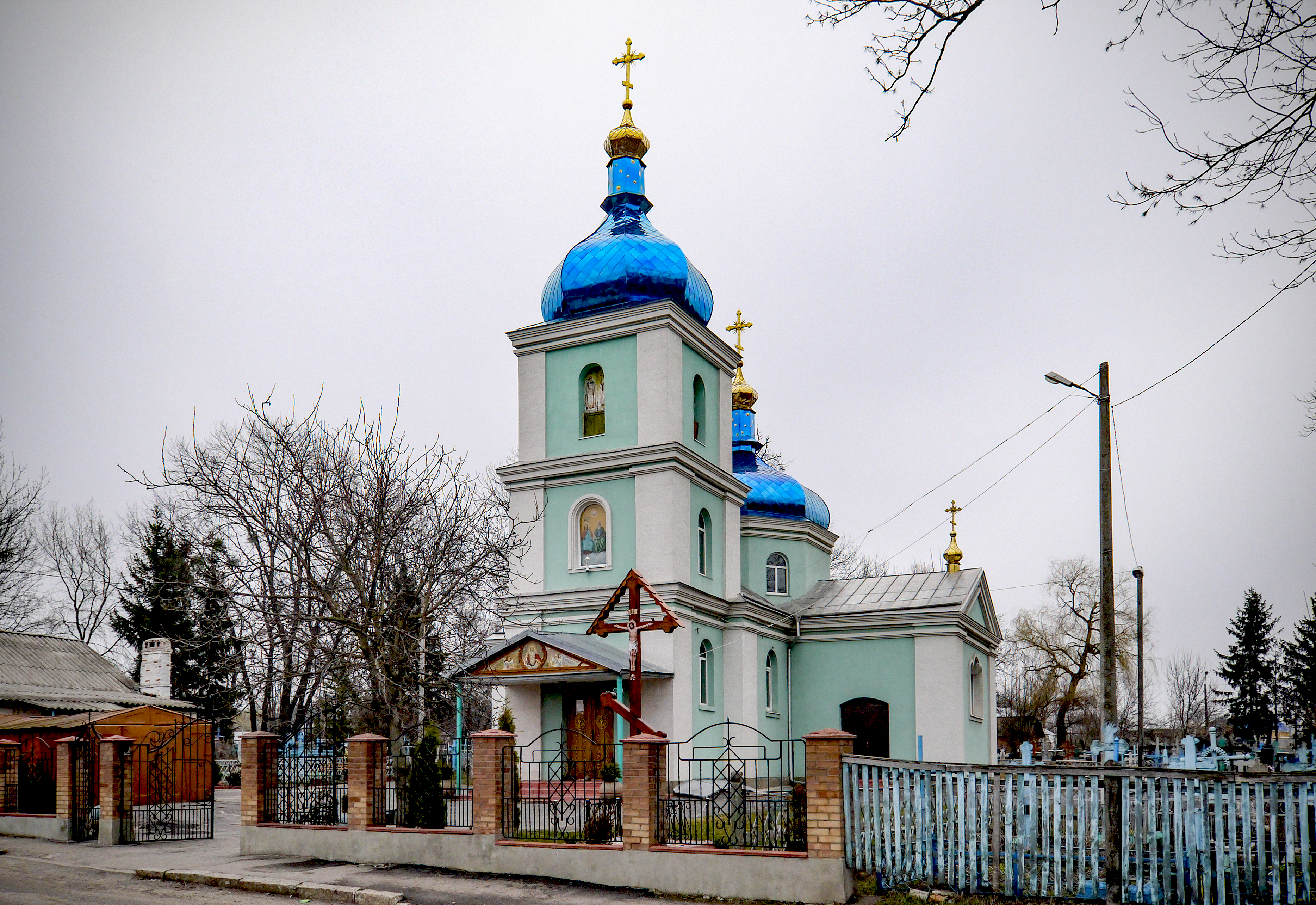
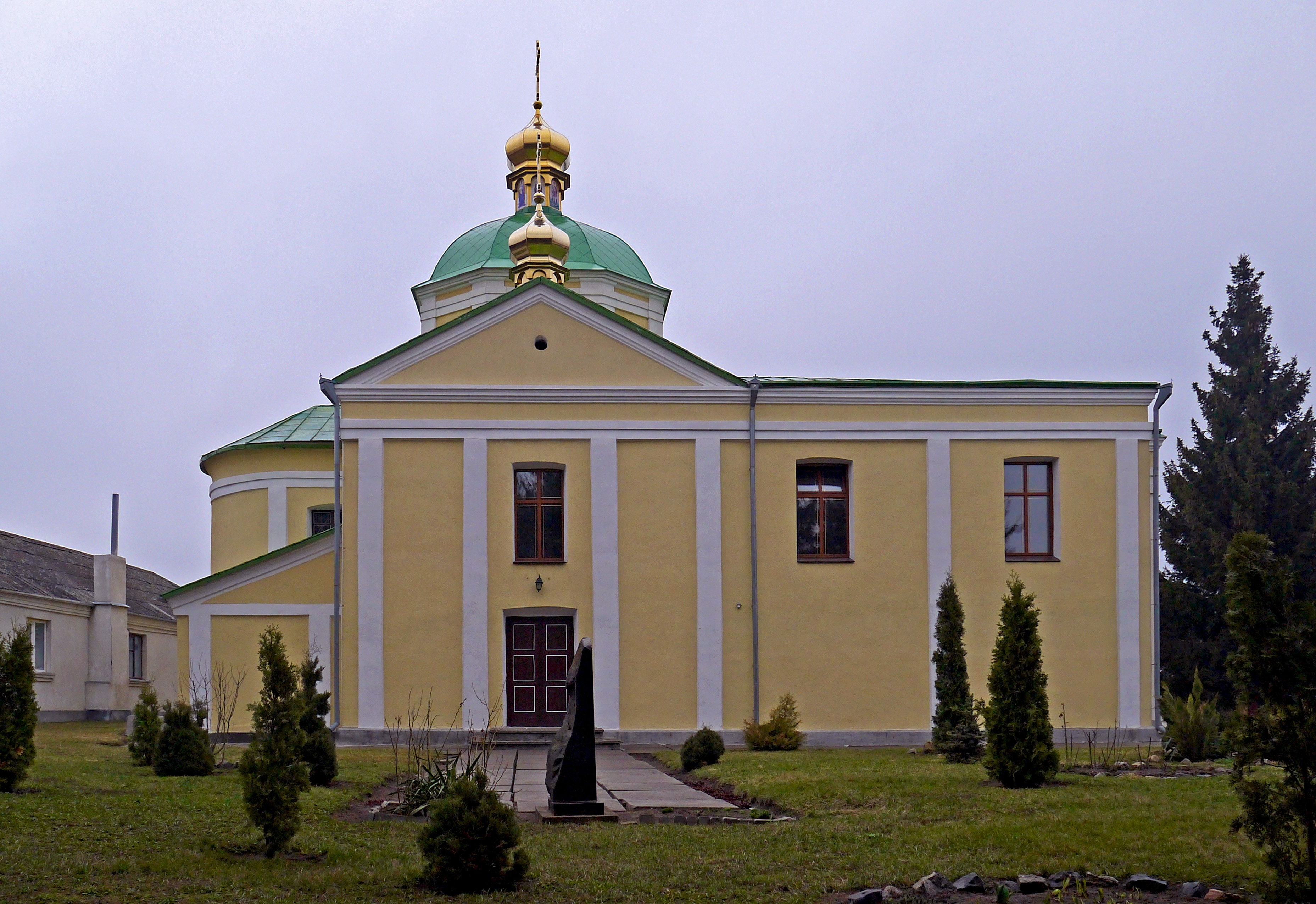
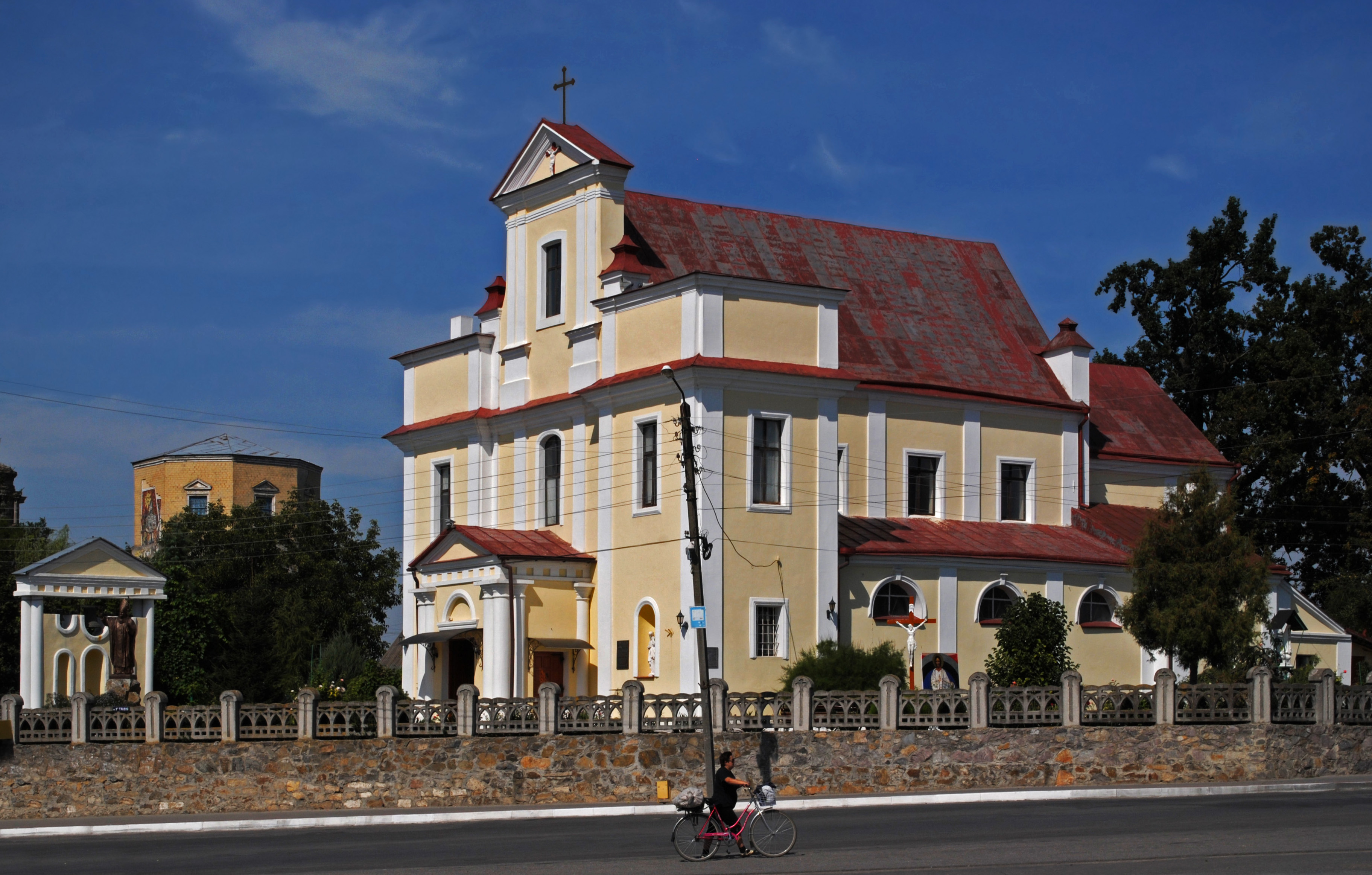
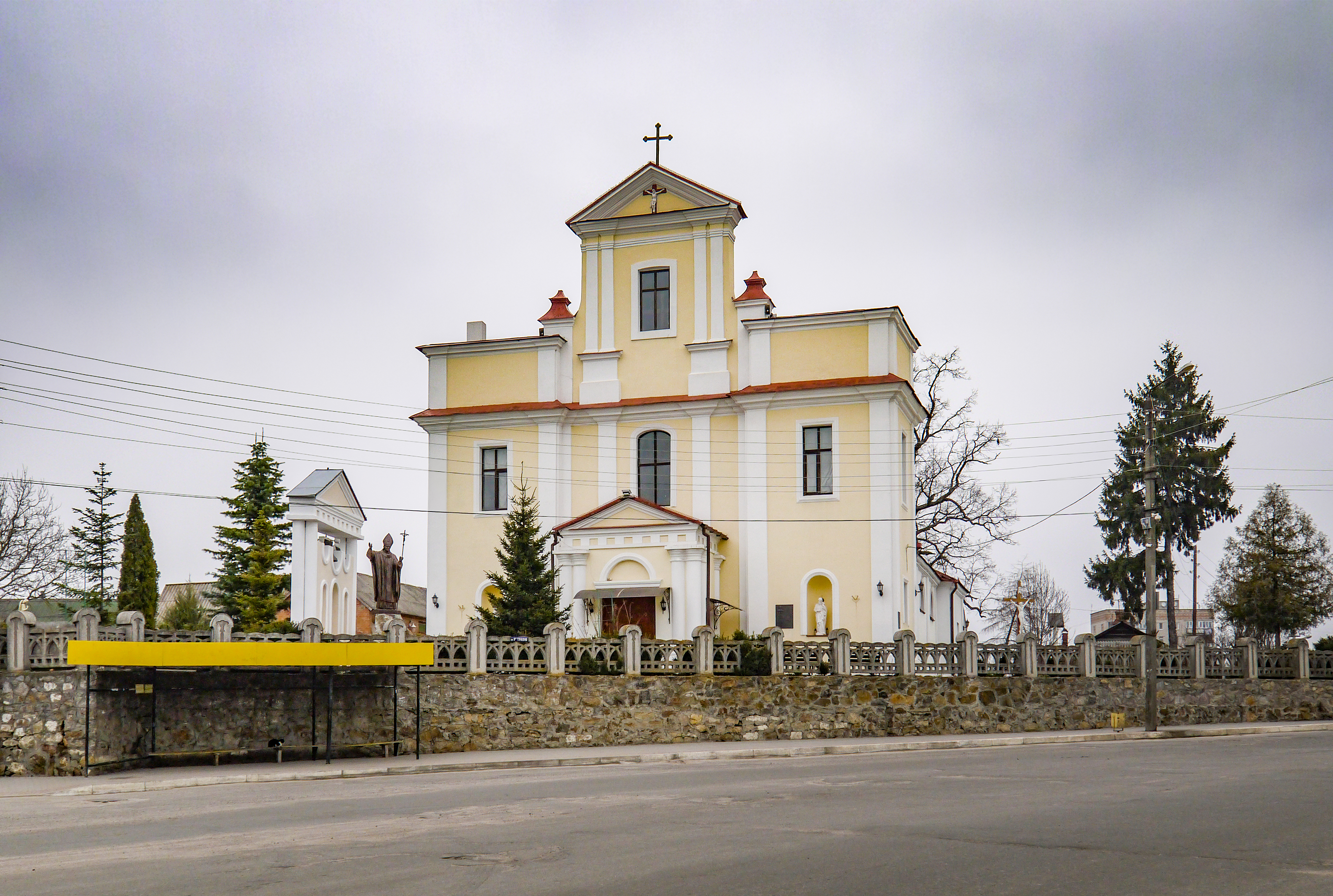
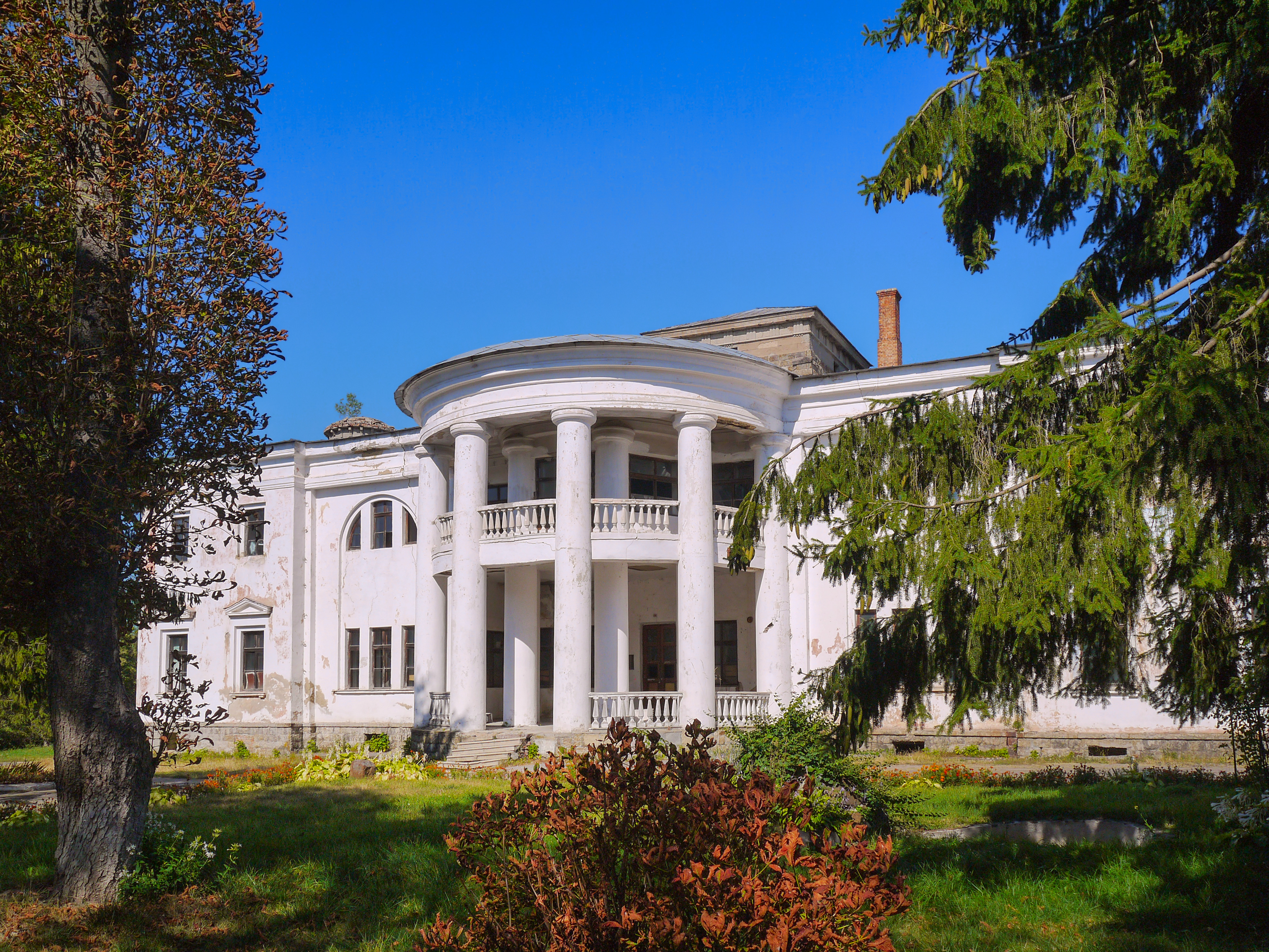
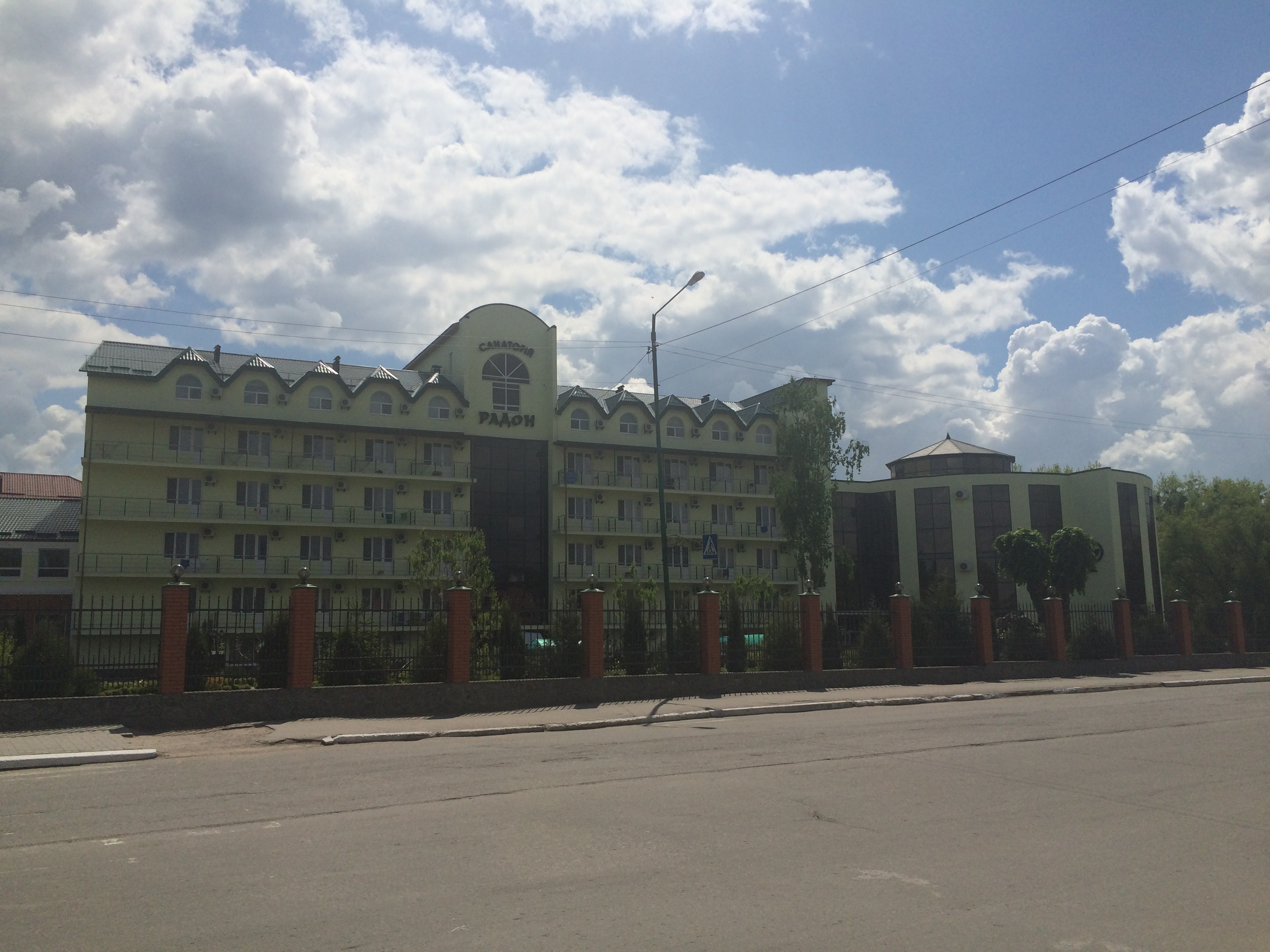
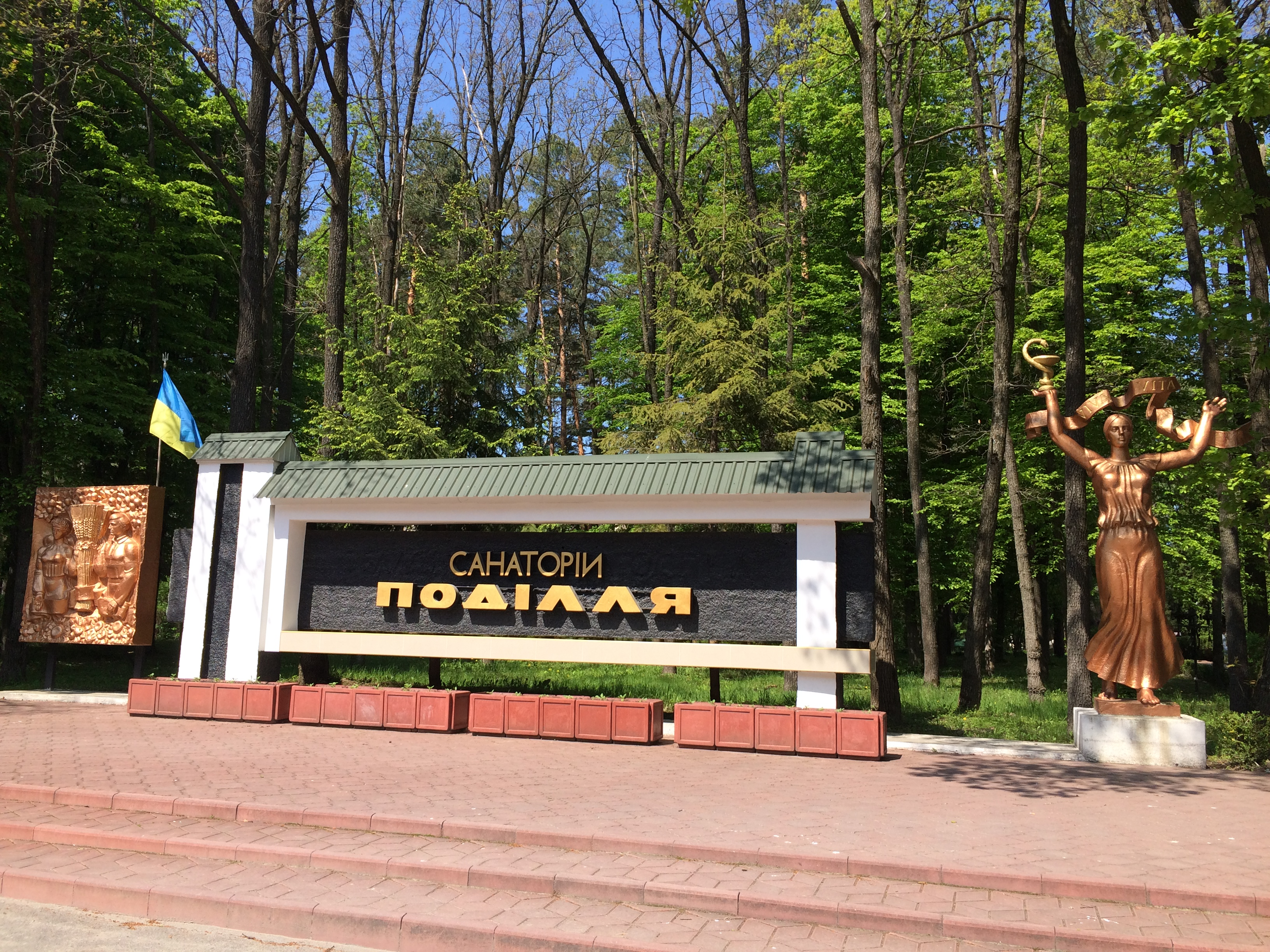
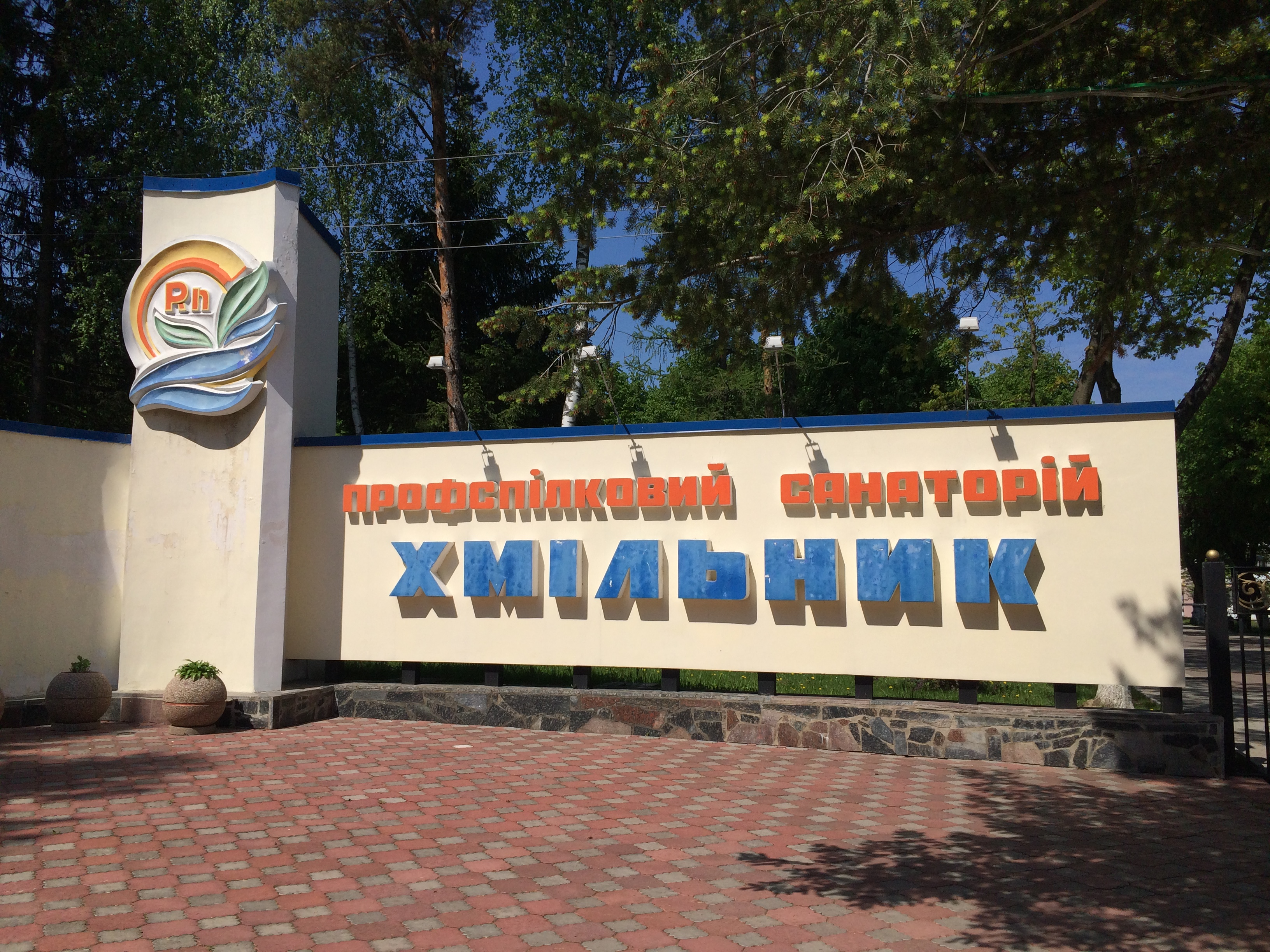
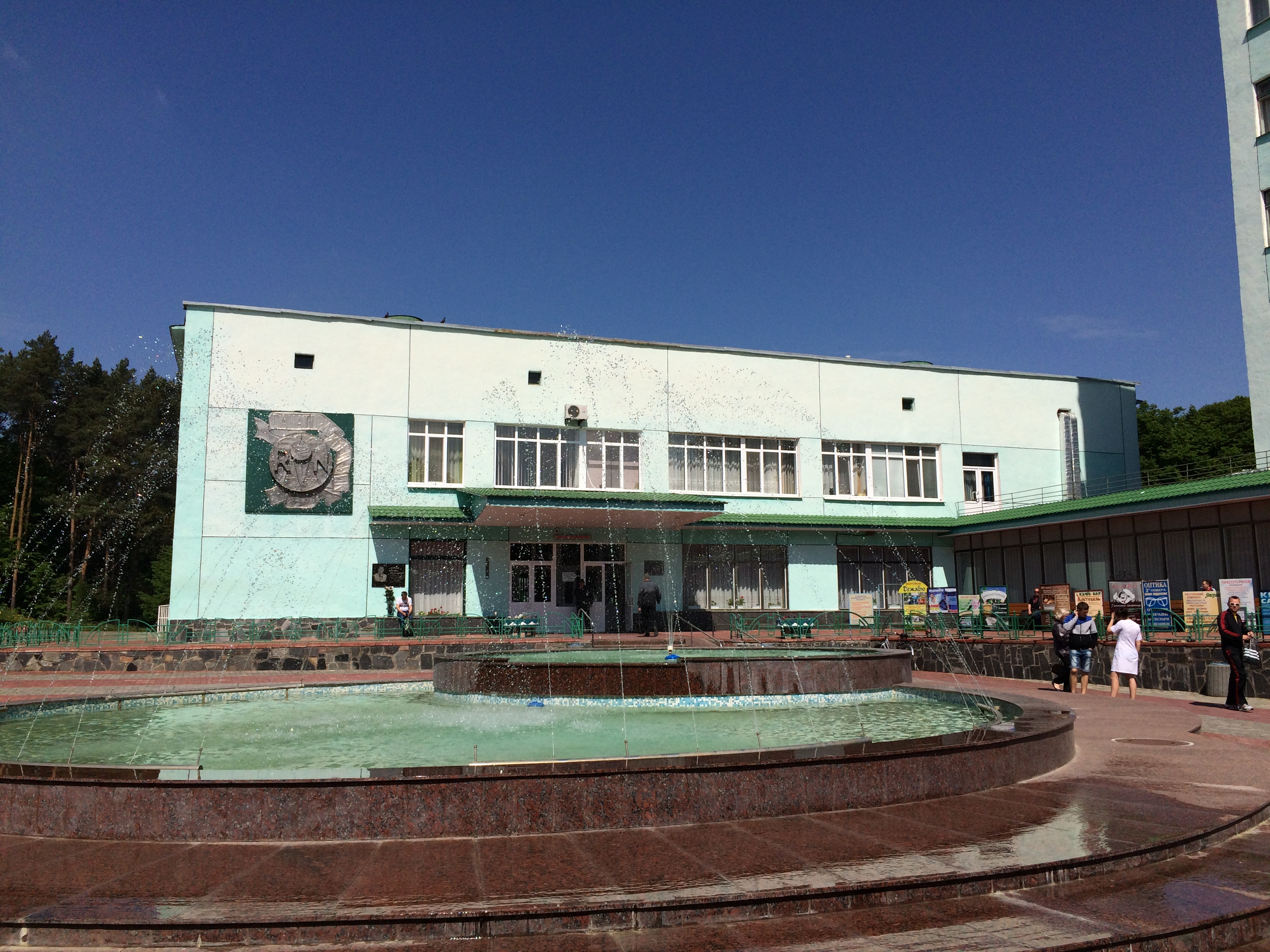
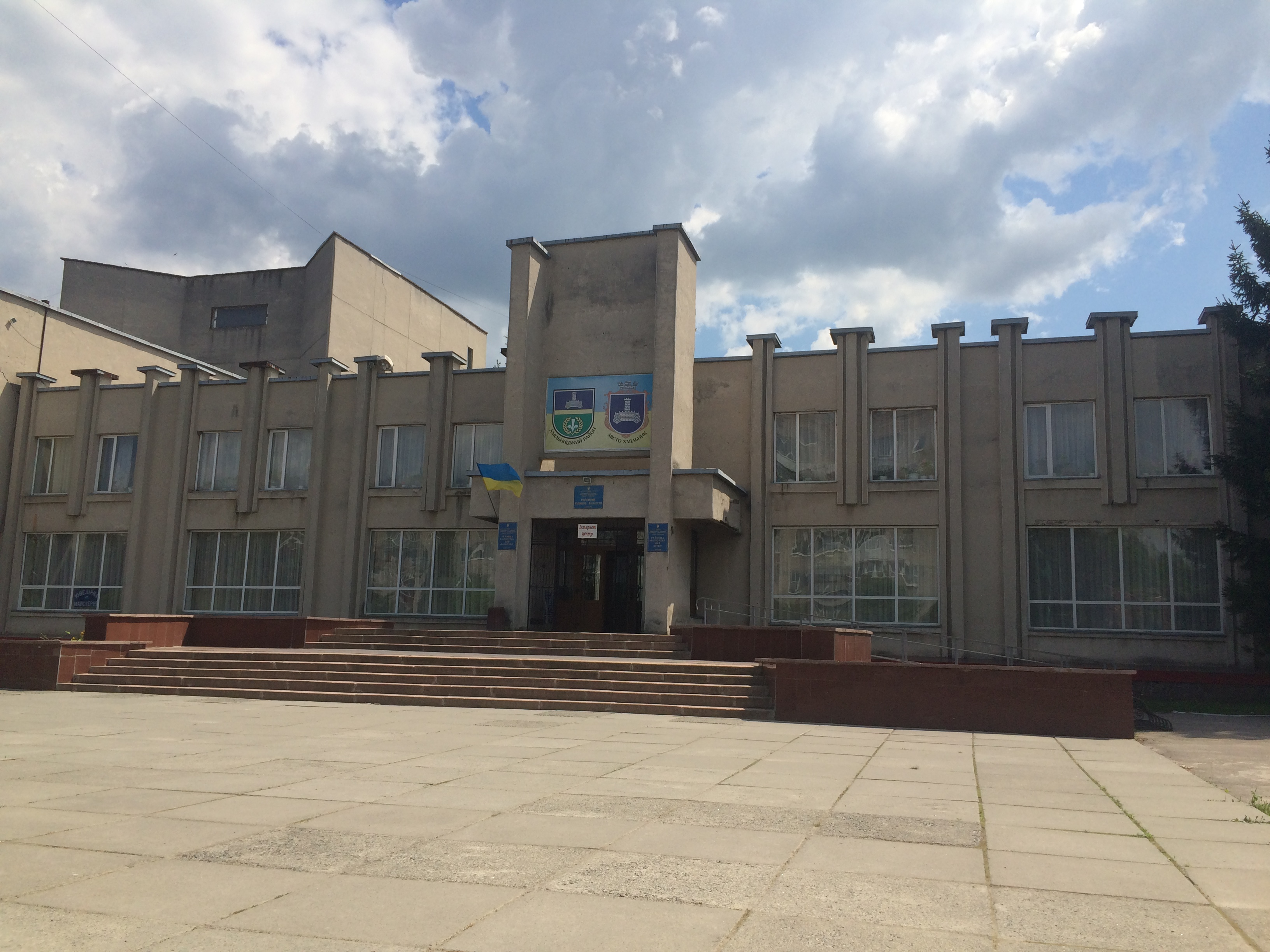
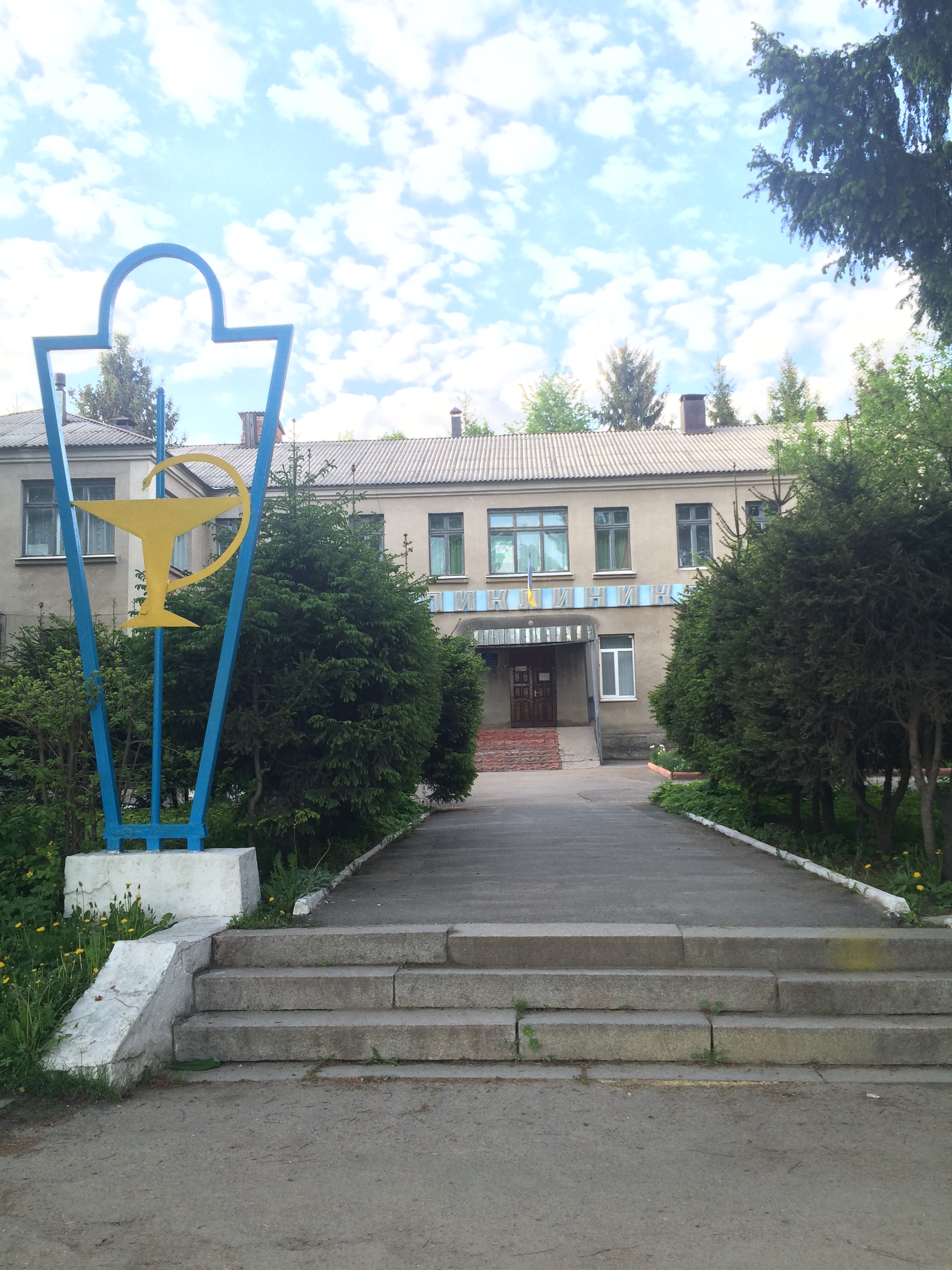
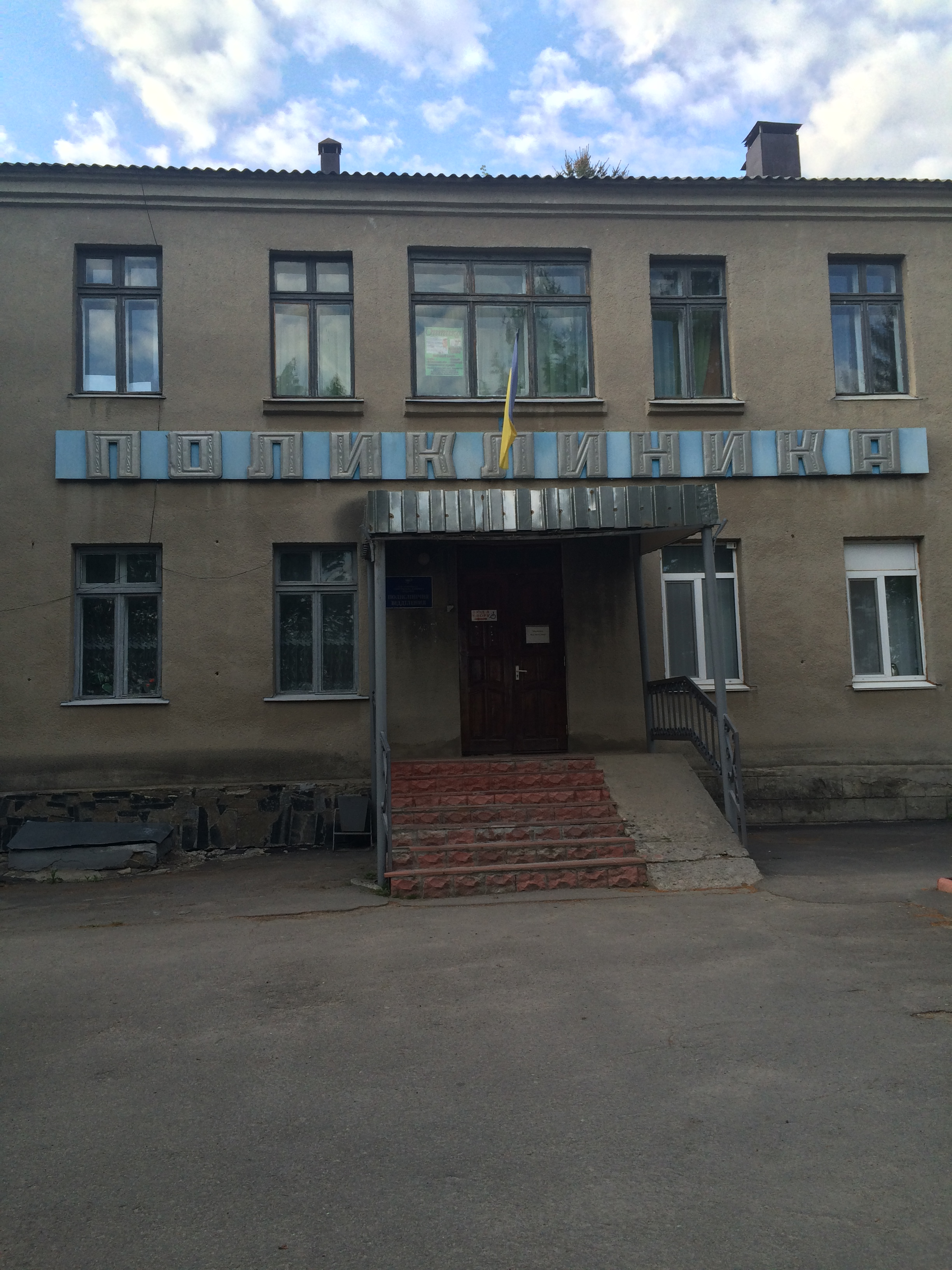
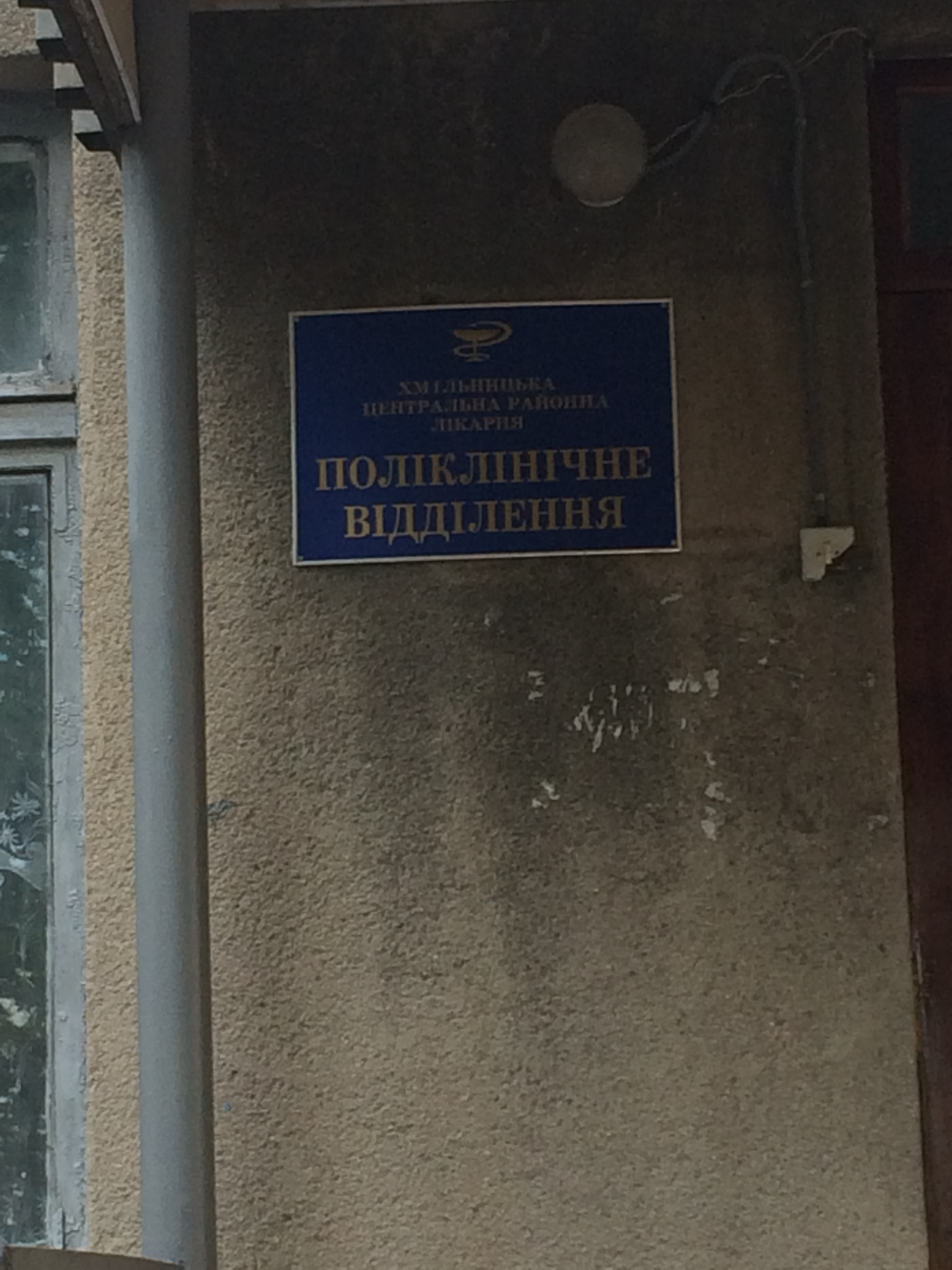
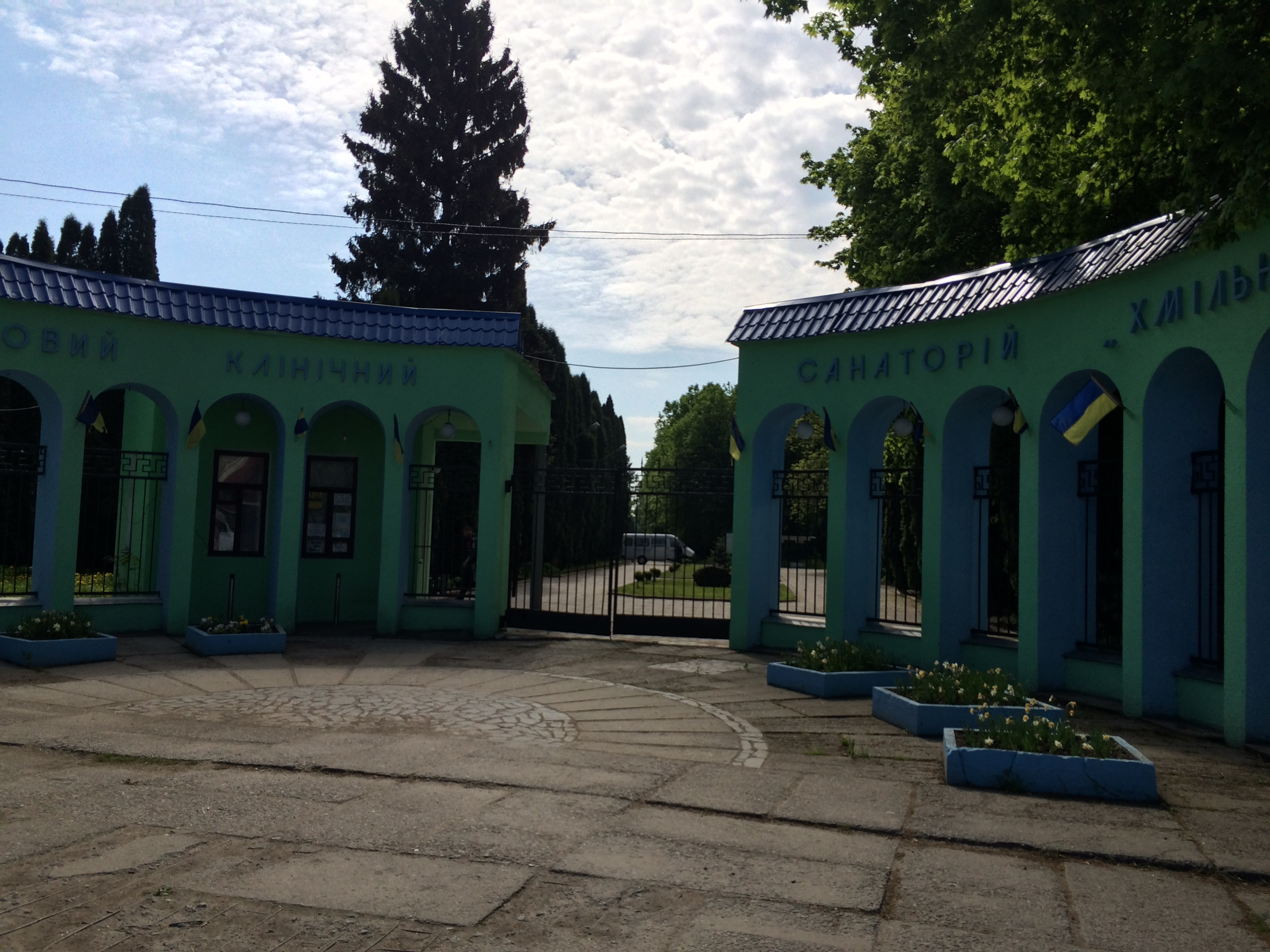
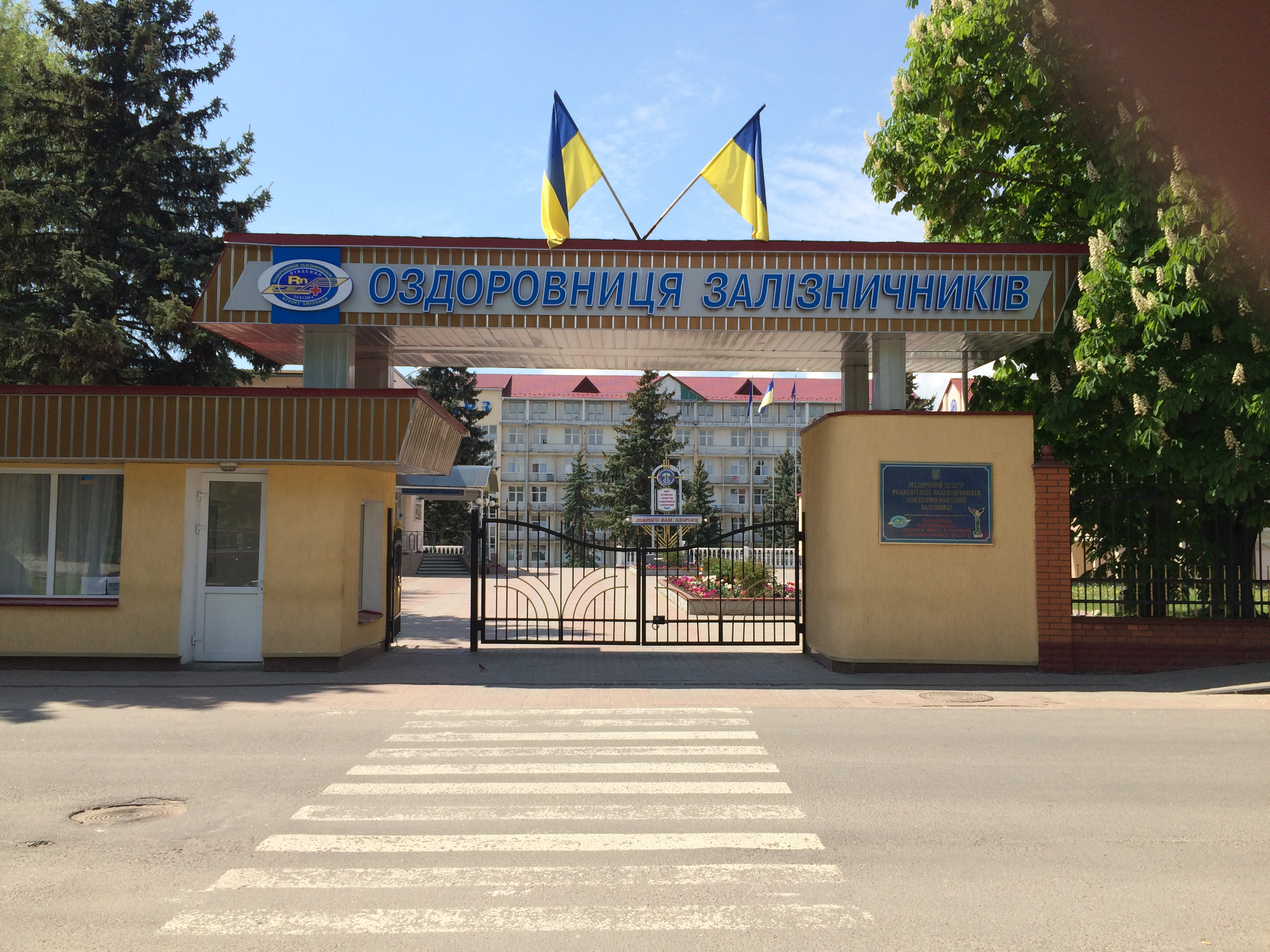
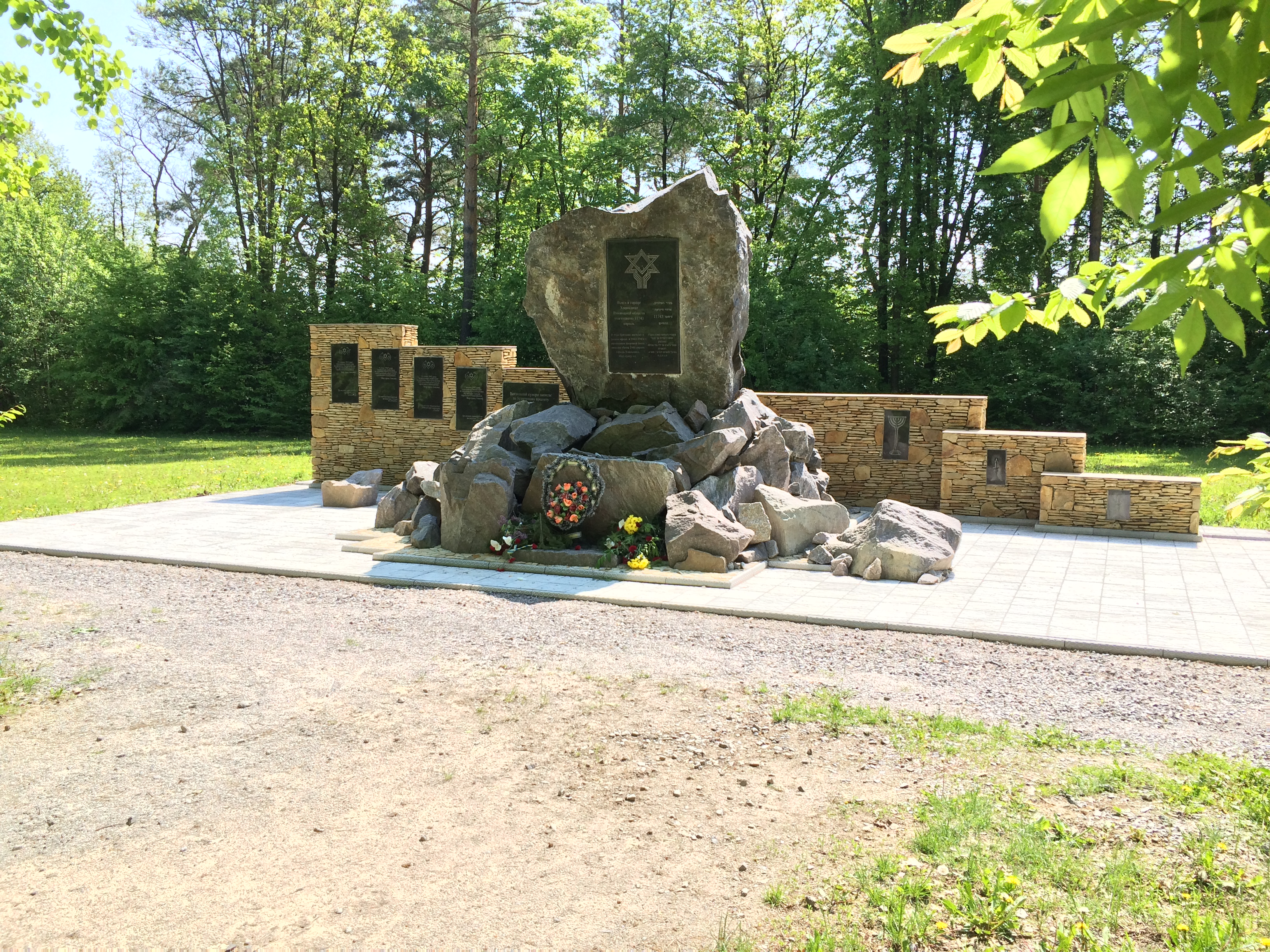
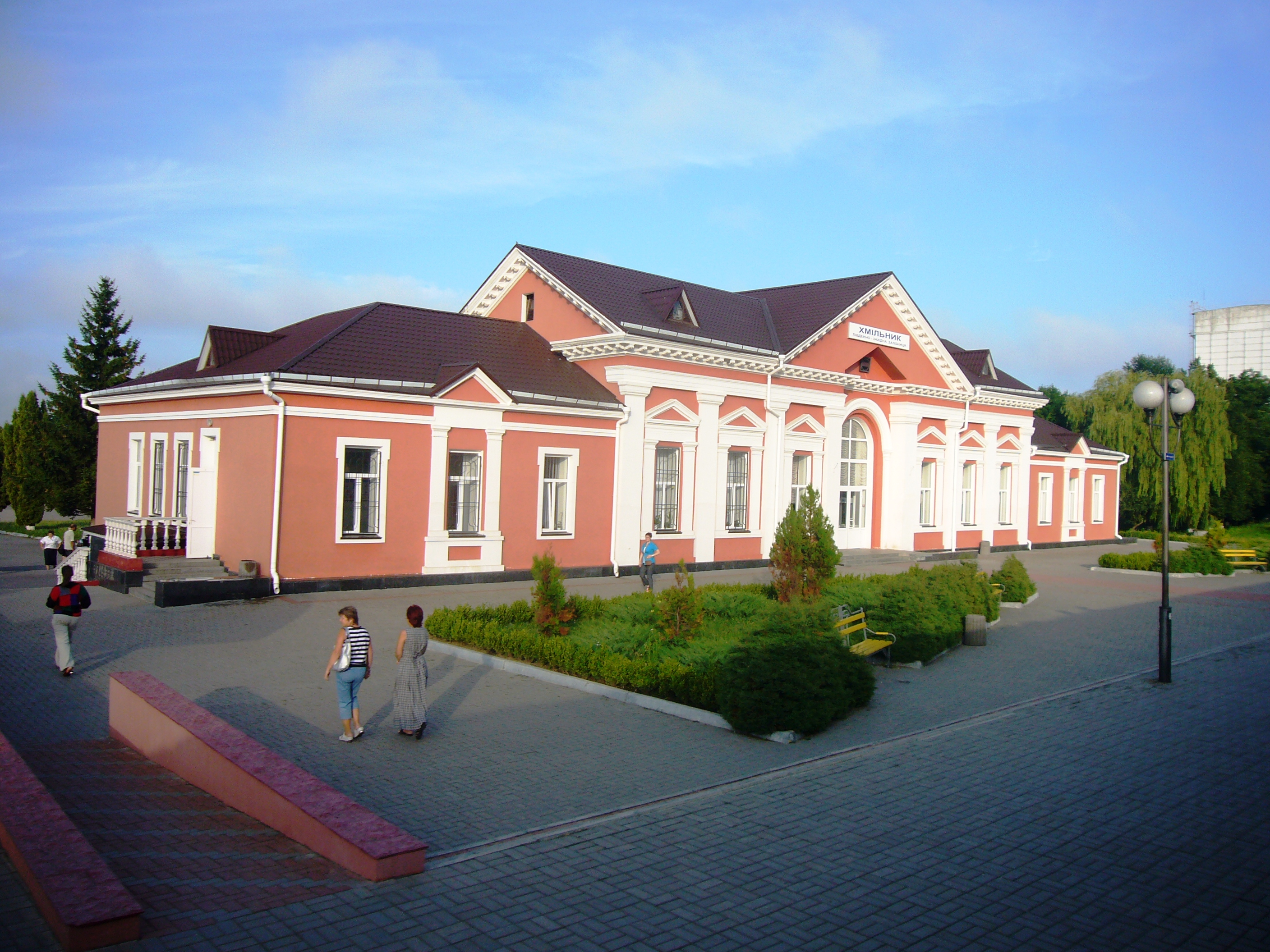
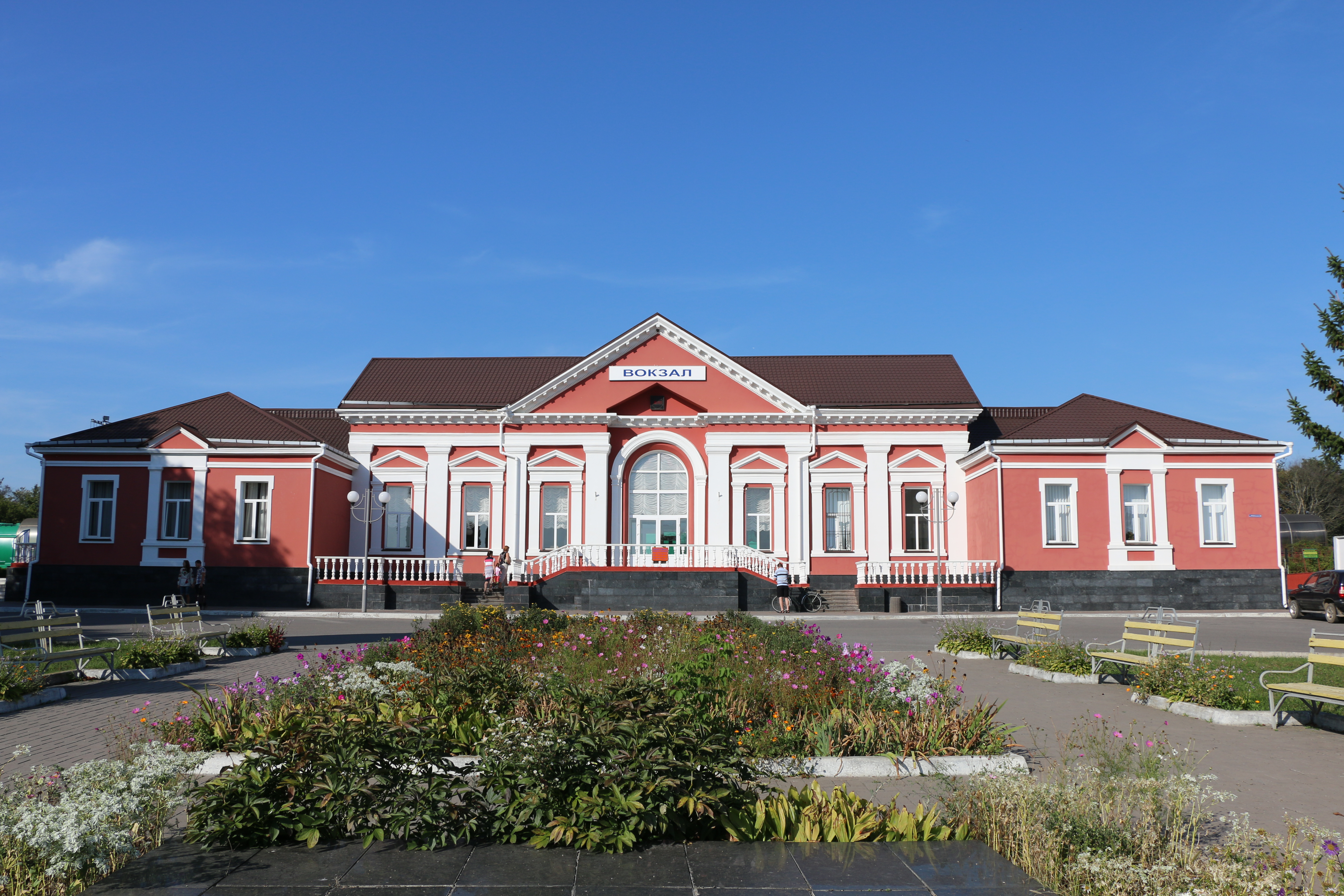
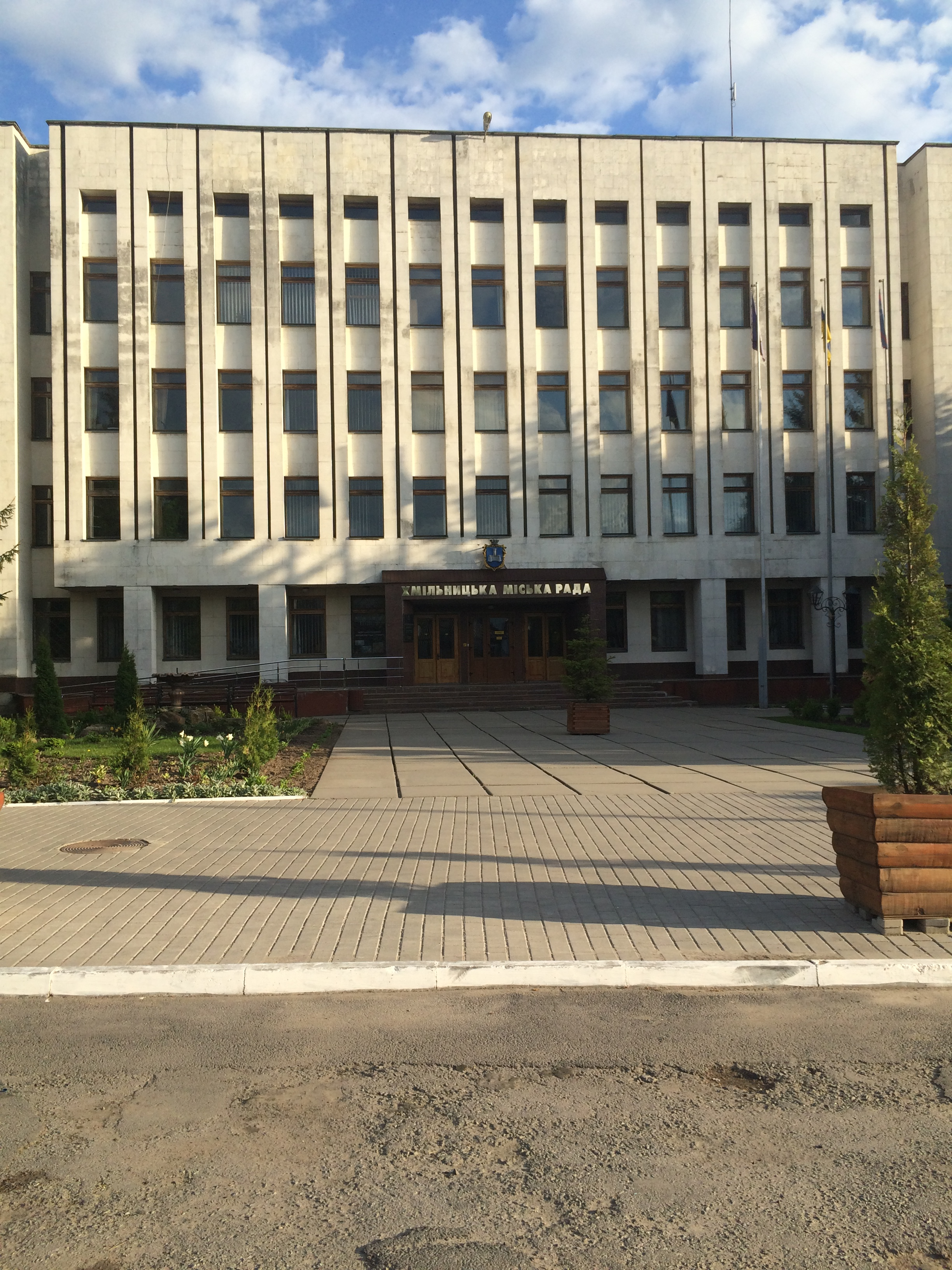

## 來源
1. ↑  . 北京: 中国地图出版社. 2023. ISBN 9787520431699.
2. ↑   (PDF).   [2023-01-04]. （原始内容存档 (PDF)于2022-08-10）.